# Hodsager (plaats)
Hodsager is een plaats in de Deense regio Midden-Jutland, gemeente Herning, en telt 405 inwoners (2008).